# My So-Called Life (álbum)
My So-Called Life es un álbum del artista canadiense de Breakcore Venetian Snares, editado en 2010.
Este trabajo estrena la productora de Aaron Funk Timesig, la cual publicó el disco, a través de su compañía habitual, Planet Mu.
El álbum consta de 10 temas, y la portada, titulada "Második Galamb", fue ilustrada por el artista Christopher Umana.
El disco fue comercializado en disco de vinilo (doble), formato digital (MP3 Y WAV) y CD.

## Lista de temas
1. "Posers and Camera Phones" – 5:19
2. "Cadaverous" – 4:20
3. "Aaron 2" – 5:00
4. "Who Wants Cake?" – 4:46
5. "Welfare Wednesday" – 4:03
6. "Ultraviolent Junglist" – 5:50
7. "Goodbye9 / Hello10" – 4:46
8. "Sound Burglar" – 4:34
9. "Hajnal 2" – 4:54
10. "My So-Called Life" – 6:29